# Transporte de Ferrovías de la Área Sonoma-Marín

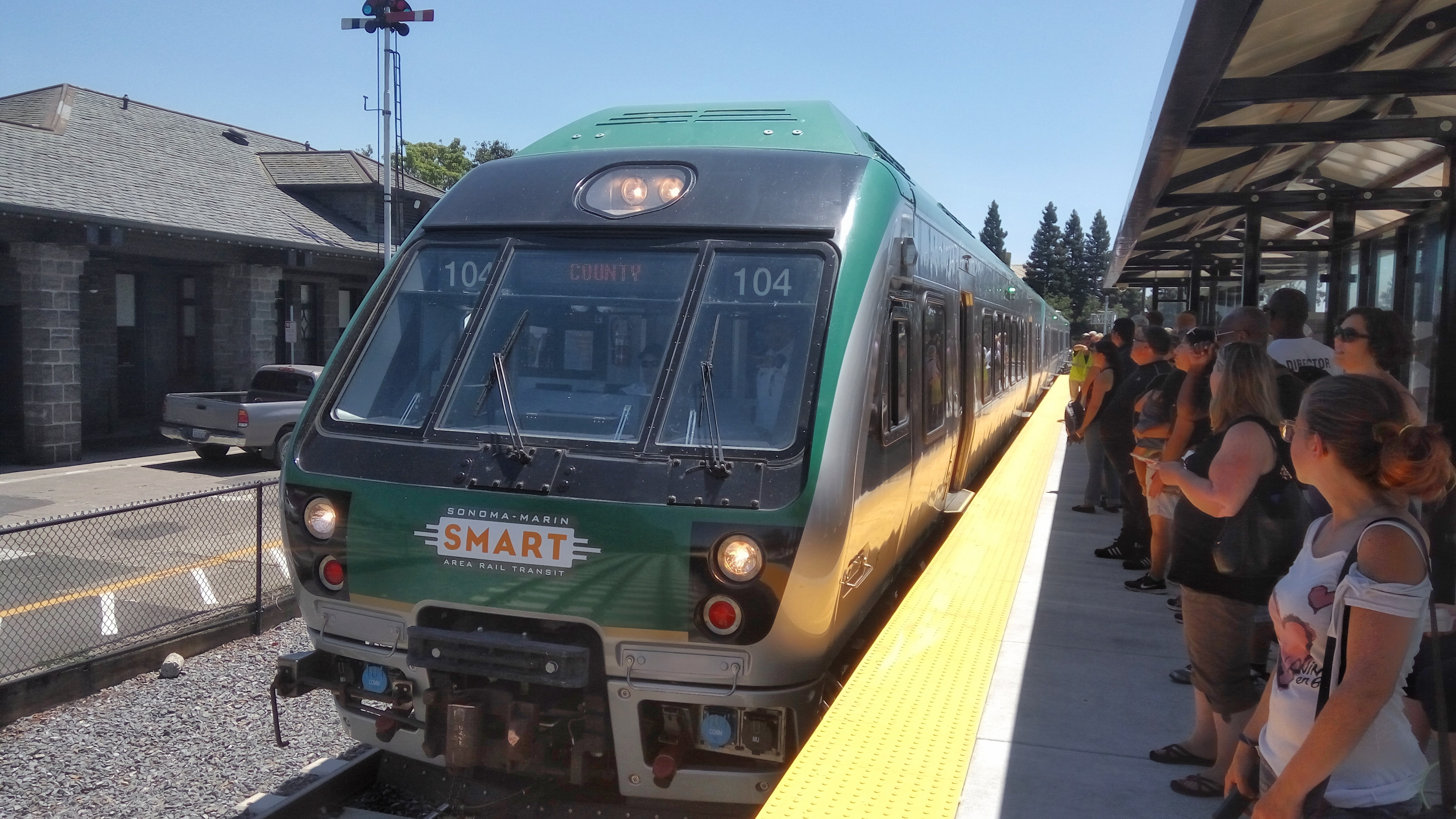
Tren SMART en la estación de Santa Rosa

El Transporte de Ferrovías de la Área Sonoma-Marín (del inglés "Sonoma-Marin Area Rapid Transit" o "SMART" por sus siglas en inglés) es un servicio de ferrocarril actualmente brindando servicio en los condados de Sonoma y Marín en el estado Americano de California. El Distrito SMART fue establecido por la legislación estatal en 2002.

## Historia
El distrito SMART fue formado por legislación estatal en el año 2002. Cuando se complete el sistema tendrá 70 millas (110 km) entre la estación de Cloverdale en el norte del condado de Sonoma y Larkspur Landing en el condado de Marín.
La primera etapa del sistema es un segmento de 43 millas (69 km) entre el norte de Santa Rosa y el centro de San Rafael. Excursiones comenzaron el 29 de junio de 2017 y servicios de pasajeros comenzarán el 25 de agosto de 2017. El color de marca registrada de la agencia SMART es el color verde "McGlashan".

### Reporte de impacto ambiental
La mitigación de los impactos ambientales fueren estudiados y resumidos por un reporte emitido en junio de 2006. Las correcciones cuyas fueron certificadas sin desafío público incluyeron que se silenciaran las bocinas de algunos trenes en las zonas silenciosas  y reemplazo de ciertas acequias de humedales.
El 10 de octubre del 2013 SMART anunció que había obtenido más de 56 acres (0.23 km²) en una zona en la ciudad de Novato conocida como "Mira Monte Marina". El propósito de esta compra fue restaurar el área para preservar las marismas y la hábitat natural cuyo forma parte del programa de mitigación ambiental de SMART. Según el gerente-general de SMART Farhad Mansourian, "Esto no solamente formaliza los impactos del proyecto de 2.2 acres (8.900 m²) que fueron determinados por el proceso de revisión ambiental para la siguiente etapa de construcción, sino que asegura una fuente local para potenciales necesidades de mitigación para el proyecto ferroviario y de sendero".

### Financiación
El proyecto fue financiado por asignaciones federales, estatales, regionales y locales (incluso cobros de peajes) así como ingresos públicos del impuesto de venta y los pasajes. El costo de capital de rehabilitación de ferrovías, señales, coches etc. se estimó de ser $500 en el 2008.
En noviembre del 2006 "Measure R", una propuesta de financiación a través de impuesto de venta, recibió un 65,3% voto si en el distrito de dos condados con 70,1% a favor en Sonoma y 57,5% en Marín. Debido a que requerí obtener 2/3 de mayoría fracasó la medida.
"Measure Q", similar a la R, se aprobó el 4 de noviembre de 2007 recibiendo un voto combinado de 69,5% en amos condados (73,5 en Sonoma y 62,6 en Marín). Provee financiamiento para el proyecto a través de un impuesto de ventas a 1/4 de centavo de dólar en ambos condados. Originalmente se creyó que sería suficiente para construir el sistema entero pero debido a condiciones económicas resultó que la línea de pasajeros sería construida en etapas.

### Polémica de los bonos
A fines del 2011 el consejo de BART autorizó la venta de bonos. Las ganancias fueron puestas en una cuenta de fideicomisio hasta que la campaña para repelar el impuesto de ventas se resolviera.
En el 2012 SMART remitió casi US$ 200 millones en bonos para fundar la construcción. Los bonos se pagarán con las ganancias del impuesto a las vetas de la Measure Q.

### Rehabilitación de ferrovías en el segmento de operaciones inicial

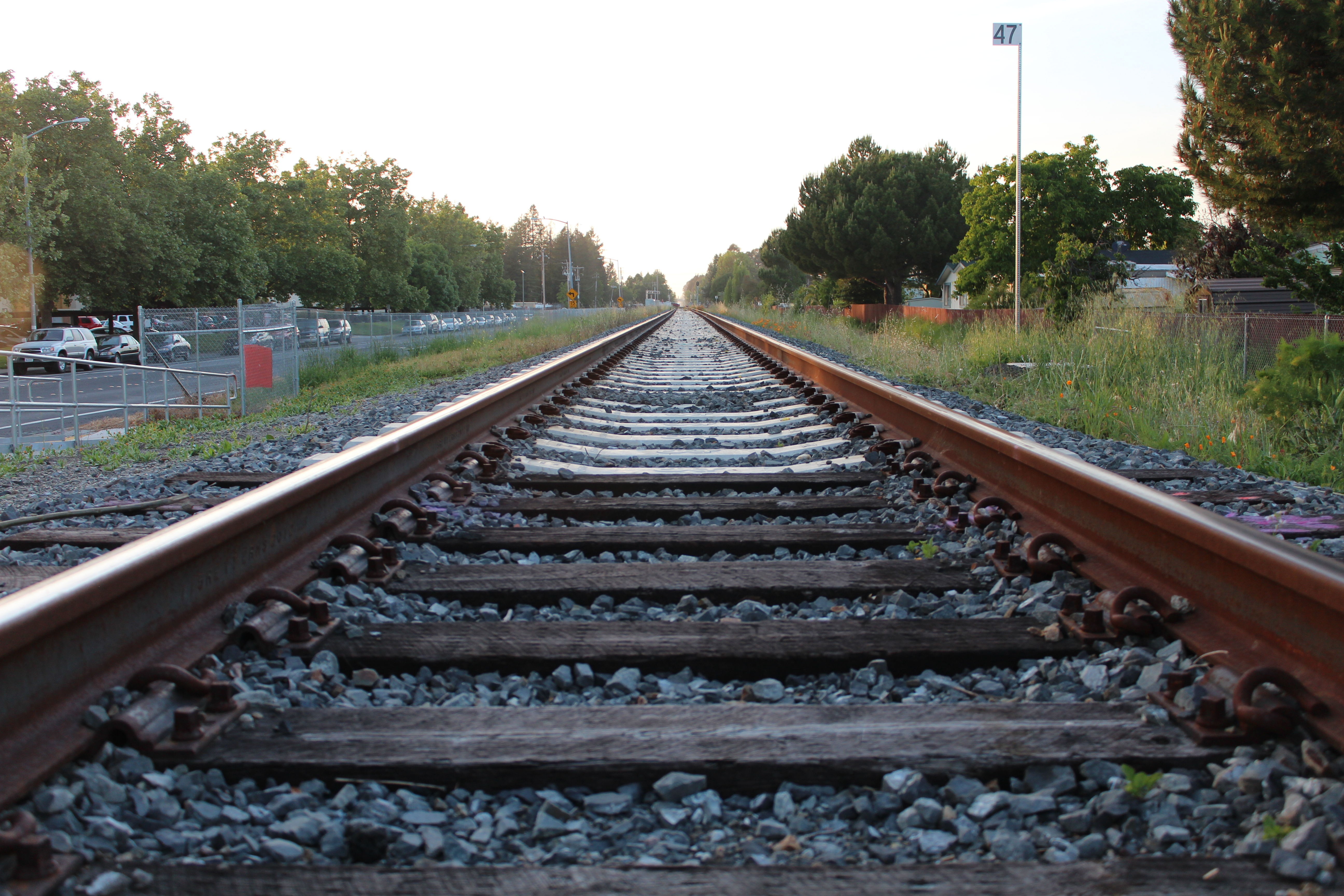
Traviesas de hormigón de madera y concreto a través de la vía NWP principal las de concreto fueron instaladas para servicio de pasajero

En enero de 2012 SMART completó las negociaciones finales para comenzar a reconstruir el Segmento de Operaciones Inicial (IOS por sus siglas en inglés) entre "Airport Boulevard" en Santa Rosa y la estación "Civic Center" en San Rafael a un costo menor de lo originalmente presupuestado.
SMART anunció que iba a agregar dos estaciones más al segmento de operaciones inicial cerca de Coddingtown en Santa Rosa y en la Avenida Atherton en Novato.
El túnel Cerro Puerto Suello en San Rafael fue rehabilitado para servicio y el cruce de 111 años el puente Haystack fue reemplazado con un nuevo puente basculante. Traviesas de hormigón fueron instalados a lo largo de la ruta para facilitar trenes de hasta 80 millas por hora y varios ramales ferroviarios fueron removidos. Los comerciantes pueden instalar un cambio de agujas pagando $300.000 dólares.
La primera etapa de construcción no incluye un sendero peatonal/ciclista paralelo.

### Atrazado comienzo de servicio
Servicio de pasajeros con horario ya atrazado de la fecha estimada original del 2014 se había creído por mucho tiempo que sería a fines del 2016. Esto fue resultó de falta de ganancias de impuestos debido a las condiciones económicas cuyo causó que el proyecto abriera en etapas.
A medios que se acercaba el 2016 la agencia de nuevo atrasó el comienzo del IOS entre Santa Rosa y San Rafael hasta fines de la primavera del 2017. Una falla en una cigüeñal en un motor de diésel utilizado en los casi idénticos unidades diésel múltiples usado por Toronto causó la necesidad que todos los trenes de SMART tuvieran sus cigüeñales reemplazados según la gerencia de SMART. Más encima la agencia había experimentado problemas con los sistemas de advertencia en algunos cruces y no había completamente finalizado el proceso de aprobanza con la Administración Federal de Ferrovías. Las inundaciones de 2017 causaron daños al túnel de Puerto Suello y atrasó el examen de la línea.
Excurciones comenzaron a la hora d la feria del condado de Marín el 29 de junio de 2017 con entradas gratis. El servicio regular comenzará el 25 de agosto de 2017.

### Segmento a Larkspur
El costo para cruzar Anderson Drive en San Rafael para la extensión al terminal de ferries de Larkspur Landing es grande. La calle fue extendida a medios de los años 1990 para cruzar la calle por una calle "temporaria". En julio de 1997 la comisión se servicios municipales de California informó a la ciudad de San Rafael que cuando ya era hora de operar el tren SMART la ciudad tendría que pagar para un paseo superior. El estimado del costo fue de 6 millones de dólares en 2012.
En el 2010 la agencia recibió una reserve de 2,5 millones de dólares estadounidenses para el diseño técnico, ambiental y de ingeniería del segmento. Luego en el 2010 el rehecho túnel del cerro Cal Parl de 30 pies (9,1m) de ancho / 25 pies (7,6 m) alto / 1.100 pies (340m) de largo se abrió. La remodelación costó EE$28 millones, la mitad pagado por el condado de Marín y la mitad por SMART. El túnel se usa para trenes SMART así como para un sendero peatonal-ciclista.
En el mayo de 2013 la cámara directiva del SMART aprobó una resolución designándo la conexción a Larkspur como la "alternative preferida". La agencia sometió una carta a la administración de transporte federal y el 24 de septiembre de 2013 SMART exitosamente fue aceptado por el programa "Small Starts" (comienzos pequeños) cuyo finanzea nuevos proyectos y extensiones a ferrocarriles interurbanos, trenes ligeros, ferrocarriles, buses rápidos, tranvías, y transbordadores. El presupuesto para el año fiscal 2016 incluyó fondos para construir la extensión a Larkspur bajo el programa de comienzos pequeños.
La construcción de la extensión es planeada para comenzar el verano de 2017 con servicio comenzando a inicios de 2019 con un costo de 36,3 millones de dólares.